# پروانه لیمو

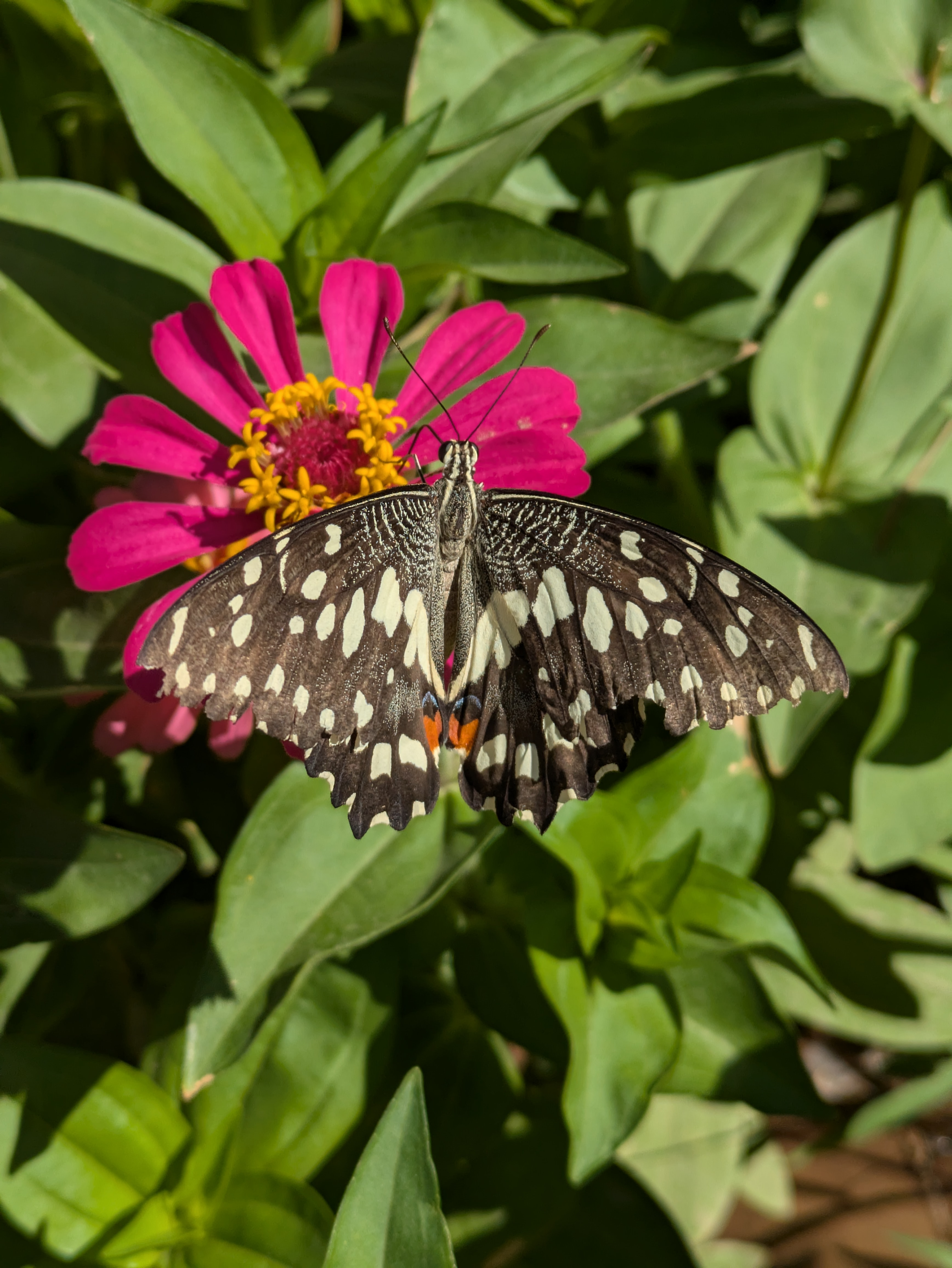
پروانه لیمو در بهبهان

پروانه لیمو یا پروانه برگخوار مرکبات (نام علمی: Papilio demoleus) نام یک گونه از سرده فرانه‌ها است. پروانه بومی آسیا و استرالیا است و می‌توان آن را یک آفت مهاجم در سایر نقاط جهان دانست. پروانه به جزیره هیسپانیولا (جمهوری دومینیکن) در نیمکره غربی، و به ماهی، سیشل گسترش یافته است.

## نگارخانه

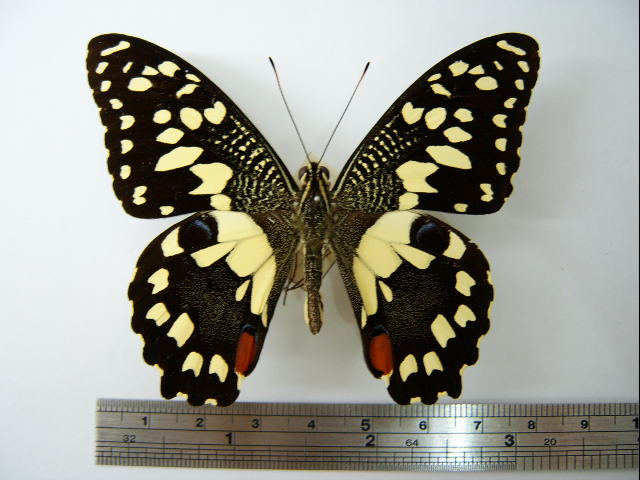
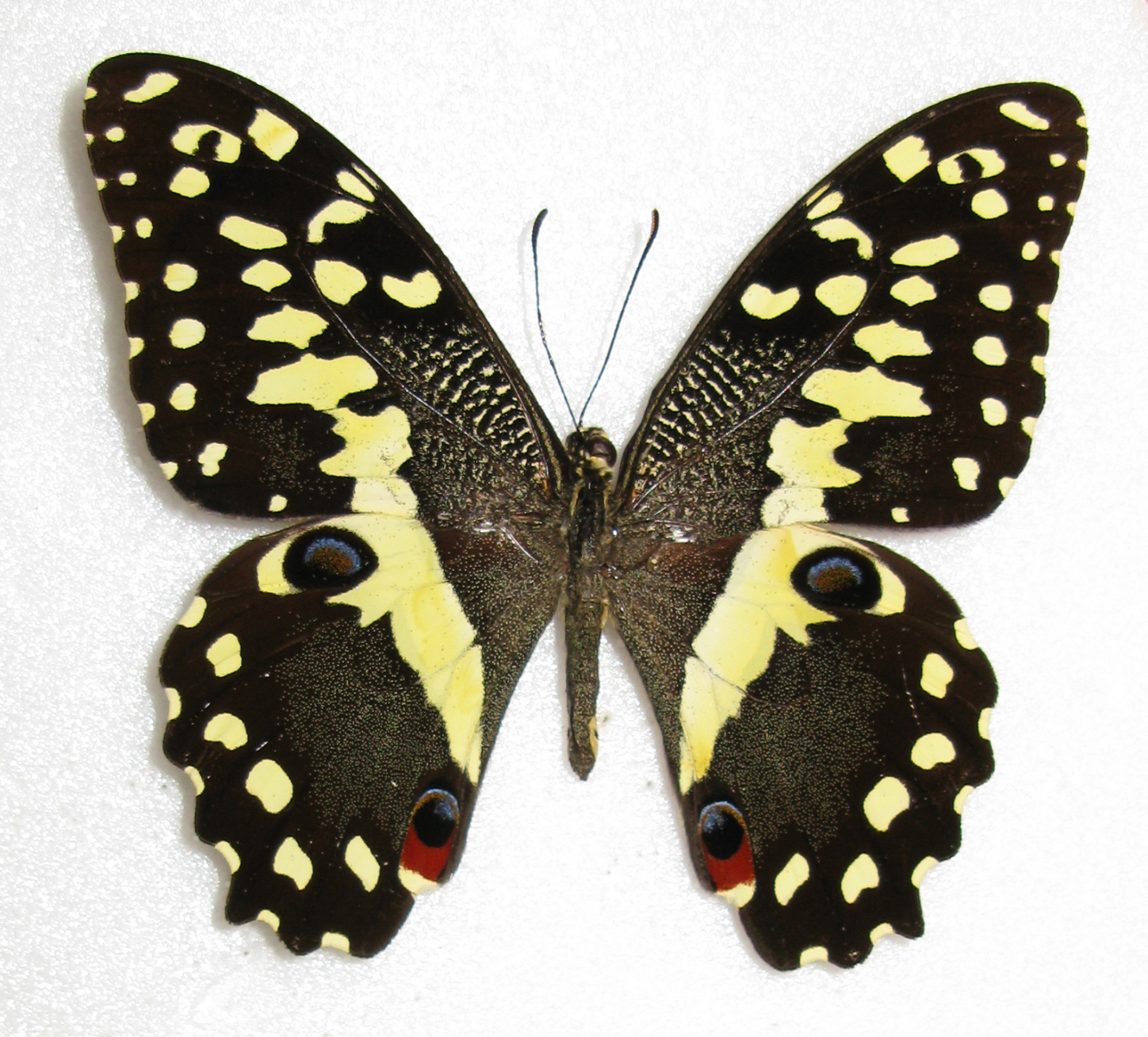
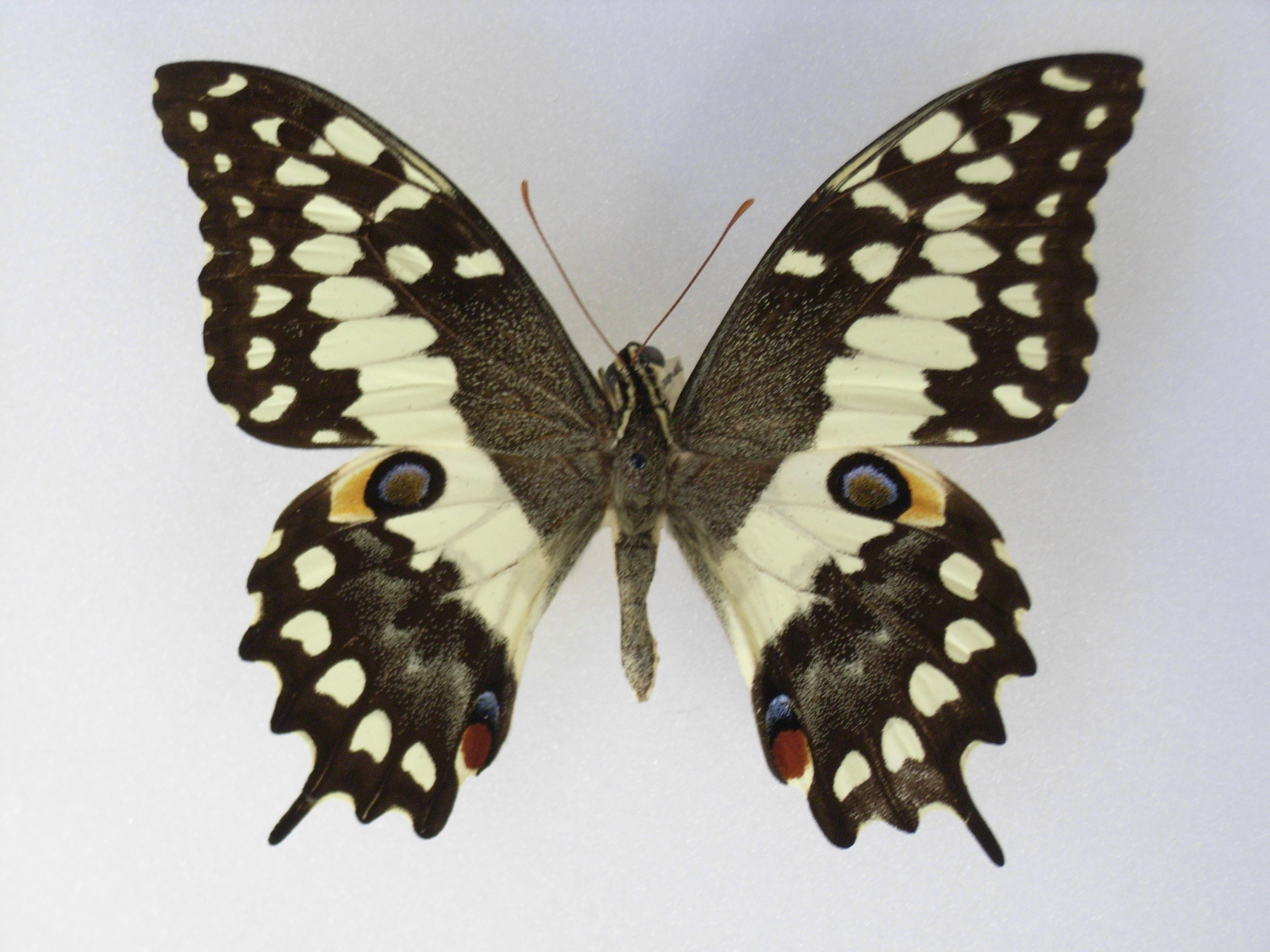
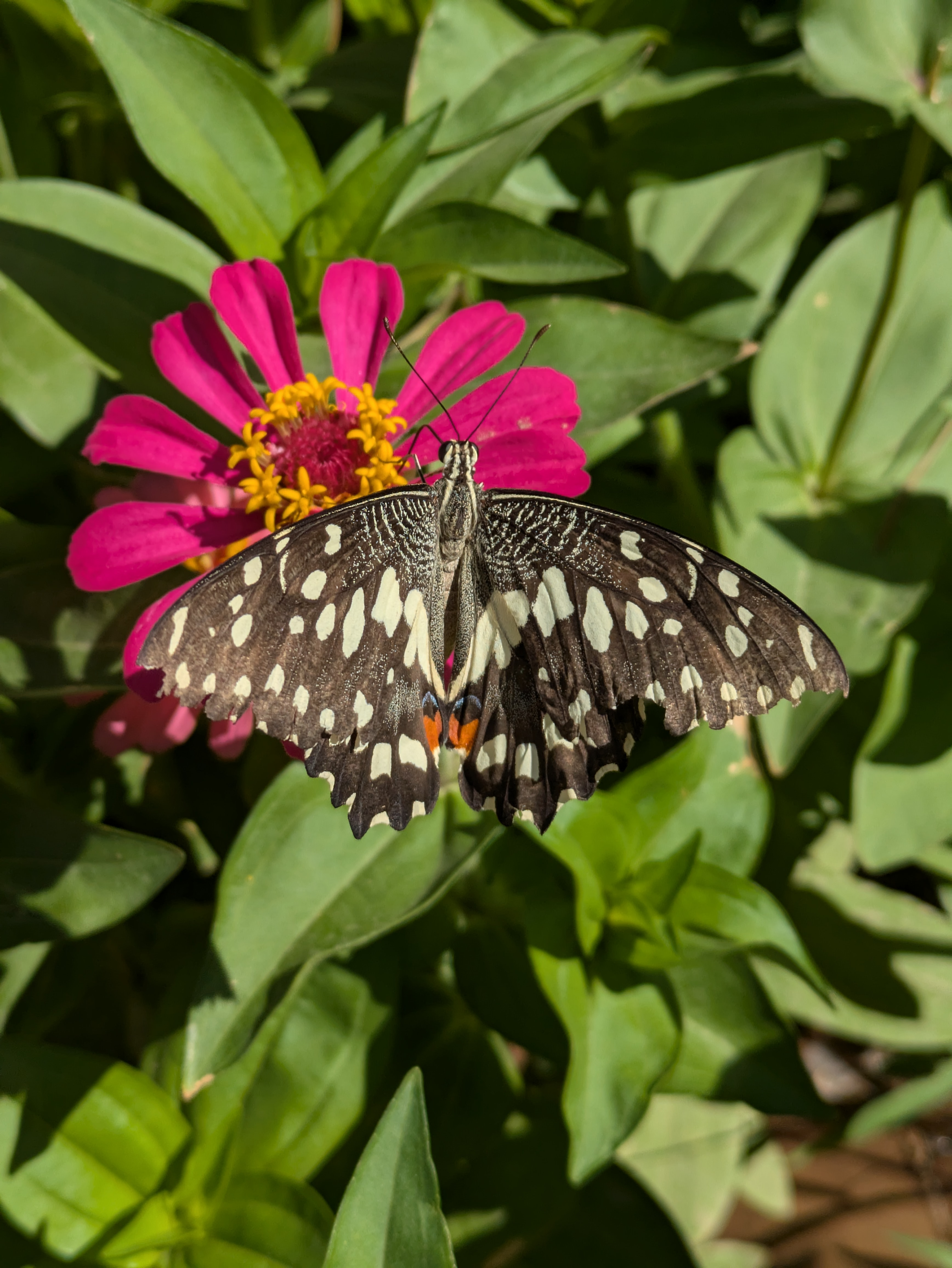
پروانه لیمو در بهبهان